# Alderson (West Virginia)
Alderson ist eine Town in den Countys Greenbrier und Monroe im US-Bundesstaat West Virginia. Sie liegt auf beiden Seiten des Greenbrier River. Bei der Volkszählung 2020 betrug die Einwohnerzahl 975.

## Geschichte
1777 wurde die Stadt von „Elder“ John Alderson besiedelt, einem Missionar, nach dem die Stadt benannt wurde. Hier gründete er die erste Baptistenkirche im Greenbrier Valley und ein Baptistenseminar, das später nach Norden verlegt wurde, um zum Alderson-Broaddus College in Philippi (West Virginia), zu werden.
Alderson ist auch bekannt für das Federal Prison Camp Alderson (FPC Alderson), ein Frauengefängnis, in dem einige bekannte Persönlichkeiten inhaftiert waren, darunter Martha Stewart (Fernsehköchin) und Billie Holiday (Sängerin).

## Persönlichkeiten
- Ada Beatrice Queen Victoria Louise Virginia Smith, besser bekannt als Bricktop (1894–1984), US-amerikanische Vaudeville-Tänzerin, Sängerin und Nachtclub-Betreiberin